# Рыбы II
Рыбы II (англ. Pisces II, Psc II) — карликовая сфероидальная галактика в созвездии Рыбы, спутник Млечного Пути. Обнаружена в 2010 году при анализе данных Слоановского цифрового обзора неба. Галактика находится на расстоянии около 180 килопарсек от Солнца. Она классифицируется как карликовая сфероидальная галактика (dSph) и имеет вытянутую форму с радиусом около 60 парсек и отношением осей около 5:3.
Psc II является одним из самых маленьких и тусклых спутников Млечного Пути — её интегральная светимость всего в 10 000 раз больше, чем светимость Солнца (абсолютная величина около −5m), что соответствует светимости среднего шарового скопления. Звёздное население Рыб II состоит в основном из относительно старых звёзд, образовавшихся 10-12 миллиардов лет назад. Металличность этих старых звёзд находится на низком уровне −2,3 < [Fe/H] < −1,7, то есть они содержат по меньшей мере в 80 раз меньше металлов, чем Солнце, поскольку газ, из которого они образовывались, ещё не был обогащён тяжёлыми элементами — продуктами звёздного нуклеосинтеза.